# 埃比尼澤 (密蘇里州)
埃比尼澤（英語：Ebenezer）是位於美國密蘇里州格林縣的非建制地區。

## 歷史
埃比尼澤的郵局於1866年設立，其後於1901年停運。

## 地理
埃比尼澤所處的海拔為高於海平面375米（即1230英呎），而該地所採用的時區為UTC-6，即北美中部時區（CST）。同時該地設有夏令時間，為UTC-6調快一小時，即UTC-5（CDT）。